# الملس
الملس هو اسم رداء قديم كانت تلبسه النساء.

## أماكن
اشتهر الملس في مصر ماقبل 1930 م ولم يتبقى منه الا القليل غى عصرنا الحالى.

## تكوينه
يتكون الملس من قطعة واحده وهوه يشبه العبائة ويغطى الجسم من أعلى الرأس لاسفله ويتكون من قطعه واحده.
و اشتهر الملس في الأفلام القديمة في السينما المصرية وروايات نجيب محفوظ.